# Птахи Австралії
Орнітофауна Австралії включає близько 800 видів птахів з 25 рядів, з них 45 % є ендеміками. Ще 165 видів птахів є залітними або випадковими. Найменшим птахом є ріроріро короткодзьобий (Smicrornis brevirostris) з родини шиподзьобих, який важить лише 6 г. Найбільшим видом є нелітаючий казуар, який виростає до 150 см заввишки та може сягати 80 кг вагою.
До давніх раритетних видів належать нелітаючі ему, казуар, великоноги, а також велику групу ендемічних папуг. Австралійські папуги складають шосту частину цієї родини у всьому світі. Найвідоміший з її представників — папужка хвилястий, який незабаром після свого відкриття стала популярною домашньою твариною у всьому світі і зараз розводиться у багатьох різних кольорах. Серед найвідоміших і типових для Австралії представників папугових можна назвати какаду, в тому числі широко поширених в Австралії корел. Найбільший вид какаду — Какатоїс-голіаф, який в Австралії зустрічається лише на півострові Кейп-Йорк. Найменший вид папуг в Австралії — папужка червонощокий. Папужка золотисточеревий є одним з найрідкісніших видів птахів в Австралії з популяцією всього близько 200 особин. Австралія також є батьківщиною для низки ендемічних видів голубів. До них відносяться голуб білоперий та голуб рудоперий.
В Австралії налічується десять видів рибалочок. Найвідомішим, безумовно, є кукабара велика, найбільший у світі представник родини. Двоє найрідкісніших рибалочок в Австралії — альціон-галатея вохристогрудий, якого можна знайти лише на півострові Кейп-Йорк у північній частині Квінсленду та тороторо малий, що живе лише у майже недоступній, найпівнічнішій частині півострова Кейп-Йорк.
Бджолоїдка райдужна — єдиний представник родини бджолоїдок в Австралії. У Північній Австралії їх можна зустріти цілий рік. Птахи, що живуть південніше — це перелітні птахи, які розмножуються там у літні місяці з жовтня по березень.
На узбережжі Австралії мешкає понад 200 видів морських птахів, у тому числі велика кількість перелітних птахів. Австралія знаходиться на південному кінці маршруту міграції пастушків, що простягається від Східної Росії, Сибіру та Аляски через Південно-Східну Азію до Австралії та Нової Зеландії. Приблизно два мільйони птахів щороку прямують цим маршрутом до Австралії та з неї.

## Найбільш розповсюджені види
Список сформований згідно з дослідженнями BirdLife Australia, що базуються на записах спостережень волонтерів, у 2019 році. Спостереження не дають точні цифри чисельності видів.
Таксономія видів наведена станом на 2020 рік згідно з Англійською Вікіпедією, хоча це інколи суперечить класифікації птахів, що вживається в Україні, зокрема виданню — «Вітчизняна номенклатура птахів світу» Геннадія Фесенка та деяким австралійським виданням, зокрема Atlas of Living Australia, що виходить під патронатом CSIRO (Федеральна науково-промислова дослідницька організація). Якщо вид було розділено, а в україномовних джерелах, це не зафіксовано, тоді у списку зберігається стара спільна українська назва для нових видів. Деталі у полі Примітки.
| Зображення | Назва біноміальна               | Назва українською              | Назва англійською            | Надряд, Клада, Ряд, Родина                                                                 | Автор таксону           | Записів МСОП | Примітки |
| ---------- | ------------------------------- | ------------------------------ | ---------------------------- | ------------------------------------------------------------------------------------------ | ----------------------- | ------------ | --- |
|            | Trichoglossus moluccanus        | Лорікет веселковий             | Rainbow lorikeet             | Neoaves, Psittacopasserae, Папугоподібні (Psittaciformes), Psittaculidae                   | Gmelin 1788             | 400 471      | Як окремий вид з 2019 року, після розділення виду Trichoglossus haematodus, зберіг англомовну назву. В окремих джерелах розділення не зафіксоване та вид належить до родини — папугові. (Psittacidae).       |
|            | Manorina melanocephala          | Манорина маскова               | Noisy miner                  | Neoaves, Psittacopasserae, Горобцеподібні (Passeriformes), Медолюбові (Meliphagidae)       | Latham 1801             | 189 248      | Ендемік на сході та південному сході Австралії. Через те, що птах майже ніколи не зберігає тиші, його назву англійською мовою дослівно можна перекласти, як галасливий гірник.                               |
|            | Gymnorhina tibicen              | Сорочиця велика                | Australian magpie            | Neoaves, Psittacopasserae, Горобцеподібні (Passeriformes), Ланграйнові (Artamidae)         | Latham 1801             | 154 474      | В окремих джерелах має біноміальну назву Cracticus tibicen, роду сорочиця (Cracticus), родини сорочицеві (Cracticidae).                                                                                      |
|            | Cacatua galerita                | Какаду жовточубий              | Sulphur-crested cockatoo     | Neoaves, Psittacopasserae, Папугоподібні (Psittaciformes), Какадові (Cacatuidae)           | Latham 1790             | 124 445      | Це один з найбільших за розміром представників родини. Довжина тіла 48-55 см, розмах крил 29,5-39 см; вага самця — 810—920 г, самки — 845—975 г.                                                             |
|            | Eolophus roseicapilla           | Какаду рожевий                 | Galah                        | Neoaves, Psittacopasserae, Папугоподібні (Psittaciformes), Какадові (Cacatuidae)           | Bonaparte 1854          | 107 254      | Єдиний вид роду Eolophus. В окремих джерелах не виділений в окремий рід, а належить до роду какаду. |
|            | Passer domesticus               | Горобець хатній                | House sparrow                | Neoaves, Psittacopasserae, Горобцеподібні (Passeriformes), Горобцеві (Passeridae)          | Linnaeus 1758           | 102 280      | Інтродукований вид. У 1863 році був завезений до Мельбурна, згодом розповсюдився по всій країні, за винятком Західної Австралії, де вважається інвазійним видом та підлягає безумовному винищенню.           |
|            | Chroicocephalus novaehollandiae | Мартин австралійський          | Silver gull                  | Neoaves, Aequornithes, Сивкоподібні (Charadriiformes), Мартинові (Laridae)                 | Stephens 1826           | 82 572       | В окремих джерелах Сивкоподібні належать до клади — Gruimorphae. Досягає довжини від 36 до 44 см. |
|            | Acridotheres tristis            | Майна індійська                | Common myna                  | Neoaves, Psittacopasserae, Горобцеподібні (Passeriformes), Шпакові (Sturnidae)             | Linnaeus 1766           | 71 653       | Інтродукований вид. У 1863—1872 роках був завезений до Мельбурна. Розповсюджений по східному узбережжю країни, є інвазійним видом, спричиняє серйозну загрозу екосистемі Австралії.                          |
|            | Hirundo neoxena                 | Ластівка австралійська         | Welcome swallow              | Neoaves, Psittacopasserae, Горобцеподібні (Passeriformes), Ластівкові (Hirundinidae)       | Gould 1842              | 67 679       | Належить до роду — ластівка (Hirundo). Довжина тіла становить близько 15 см. |
|            | Threskiornis molucca            | Ібіс молуцький                 | Australian white ibis        | Neoaves, Aequornithes, Пеліканоподібні (Pelecaniformes), Ібісові (Threskiornithidae)       | Cuvier 1829             | 63 500       | В окремих джерелах належить до ряду — Лелекоподібні (Ciconiiformes). |
|            | Ocyphaps lophotes               | Голуб-бронзовокрил чубатий     | Crested pigeon               | Neoaves, Columbimorphae, Голубоподібні (Columbiformes), Голубові (Columbidae)              | Temminck 1822           | 63 291       | Представник монотипного роду — чубатий голуб-бронзовокрил (Ocyphaps). |
|            | Anthochaera carunculata         | Медолюб-сережник середній      | Red wattlebird               | Neoaves, Psittacopasserae, Горобцеподібні (Passeriformes), Медолюбові (Meliphagidae)       | Shaw 1790               | 62 802       | Розмір 33–37 см. Другий за величиною вид австралійських медолюбових. Мешкає на південному узбережжі континенту.                                                                                              |
|            | Cacatua sanguinea               | Какаду малий                   | Little corella               | Neoaves, Psittacopasserae, Папугоподібні (Psittaciformes), Какадові (Cacatuidae)           | Gould 1843              | 57 384       | Птах завдовжки 35-41 см, вагою — 370—630 г. Основне оперення білого кольору. |
|            | Grallina cyanoleuca             | Скунда австралійська           | Magpie-lark                  | Neoaves, Psittacopasserae, Горобцеподібні (Passeriformes), Монархові (Monarchidae)         | Latham 1801             | 57 348       | Розмір від 25 до 30 см. Вага від 64 до 118 г. |
|            | Sturnus vulgaris                | Шпак звичайний                 | Common starling              | Neoaves, Psittacopasserae, Горобцеподібні (Passeriformes), Шпакові (Sturnidae)             | Linnaeus 1758           | 53 604       | Інтродукований вид. У 1857 році був завезений до Мельбурна, згодом розповсюдився по всій країні, за винятком Західної Австралії, де вважається інвазійним видом, що підлягає жорсткому контролю.             |
|            | Phylidonyris novaehollandiae    | Медовка жовтокрила             | New Holland honeyeater       | Neoaves, Psittacopasserae, Горобцеподібні (Passeriformes), Медолюбові (Meliphagidae)       | Latham 1790             | 52 756       | Розмір 18 см. Один з перших птахів науково описаних в Австралії. |
|            | Chenonetta jubata               | Качка гриваста                 | Australian wood duck         | Galloanserae, Anserimorphae, Гусеподібні (Anseriformes), Качкові (Anatidae)                | Latham 1801             | 47 989       | Єдиний існуючий представник роду Chenonetta. В окремих джерелах не виділений в окремий рід, а належить до роду качка.                                                                                        |
|            | Spilopelia chinensis            | Горлиця китайська              | Spotted dove                 | Neoaves, Columbimorphae, Голубоподібні (Columbiformes), Голубові (Columbidae)              | Scopoli 1768            | 46 214       | Інтродукований вид. В окремих джерелах належить до роду горлиця (Streptopelia). |
|            | Turdus merula                   | Дрізд чорний                   | Common blackbird             | Neoaves, Psittacopasserae, Горобцеподібні (Passeriformes), Дроздові (Turdidae)             | Linnaeus 1758           | 44 641       | Інтродукований вид. У 1857 році був завезений до Мельбурна, згодом розповсюдився по південно-східній Австралії.                                                                                              |
|            | Anas superciliosa               | Крижень австралійський         | Pacific black duck           | Galloanserae, Anserimorphae, Гусеподібні (Anseriformes), Качкові (Anatidae)                | Gmelin 1789             | 43 269       | Незважаючи на назву крижень належить до роду качки. |
|            | Malurus cyaneus                 | Малюр сапфіровий               | Superb fairywren             | Neoaves, Psittacopasserae, Горобцеподібні (Passeriformes), Малюрові (Maluridae)            | Ellis 1782              | 42 752       | Належить до роду — малюр (Malurus). У виду добре простежується статевий диморфізм. |
|            | Corvus coronoides               | Крук австралійський            | Australian raven             | Neoaves, Psittacopasserae, Горобцеподібні (Passeriformes), Воронові (Corvidae)             | Vigors & Horsfield 1827 | 39 716       | На відміну від північно-євразійського крука має білі очі та менший розмір. |
|            | Platycercus elegans             | Розела червона                 | Crimson rosella              | Neoaves, Psittacopasserae, Папугоподібні (Psittaciformes), Psittaculidae                   | Gmelin 1788             | 39 300       | В окремих джерелах вид належить до родини — папугові. |
|            | Anthochaera chrysoptera         | Медолюб-сережник східний       | Little wattlebird            | Neoaves, Psittacopasserae, Горобцеподібні (Passeriformes), Медолюбові (Meliphagidae)       | Latham 1801             | 38 678       | У міжнародних базах даних птахів має також англомовну назву Brush Wattlebird. |
|            | Corvus orru                     | Ворона австралійська           | Torresian crow               | Neoaves, Psittacopasserae, Горобцеподібні (Passeriformes), Воронові (Corvidae)             | Bonaparte 1850          | 36 500       | Незважаючи на українську назву ворона, птах належить до роду крук (Corvus). |
|            | Columba livia                   | Голуб сизий                    | Rock dove                    | Neoaves, Columbimorphae, Голубоподібні (Columbiformes), Голубові (Columbidae)              | Gmelin 1789             | 36 196       | Інтродукований вид. Завезений до Австралії у 1870-х роках. Переважно мешкає у містах, біля людських поселень.                                                                                                |
|            | Strepera graculina              | Куравонг строкатий             | Pied currawong               | Neoaves, Psittacopasserae, Горобцеподібні (Passeriformes), Ланграйнові (Artamidae)         | Shaw 1790               | 33 576       | В окремих джерелах належить до окремої родини сорочицеві (Cracticidae). |
|            | Dacelo novaeguineae             | Кукабара велика                | Laughing kookaburra          | Neoaves, Picodynastornithes, Сиворакшоподібні (Coraciiformes), Рибалочкові (Alcedines)     | Hermann 1783            | 32 986       | Найбільший за розмірами птах у своїй родині. Ендемік східної Австралії, який був інтродукований до інших регіонів країни.                                                                                    |
|            | Threskiornis spinicollis        | Ібіс австралійський            | Straw-necked ibis            | Neoaves, Aequornithes, Пеліканоподібні (Pelecaniformes), Ібісові (Threskiornithidae)       | Jameson 1835            | 32 752       | В окремих джерелах належить до ряду — Лелекоподібні (Ciconiiformes). |
|            | Rhipidura leucophrys            | Віялохвістка чорноряба         | Willie wagtail               | Neoaves, Psittacopasserae, Горобцеподібні (Passeriformes), Віялохвісткові (Rhipiduridae)   | Latham 1801             | 32 200       | Розмір приблизно 20 см, має блискуче чорне оперення з білою нижньою стороною. |
|            | Platycercus eximius             | Розела білогорла               | Eastern rosella              | Neoaves, Psittacopasserae, Папугоподібні (Psittaciformes), Psittaculidae                   | Shaw 1792               | 28 575       | В окремих джерелах вид належить до родини — папугові. |
|            | Fulica atra                     | Лиска звичайна                 | Eurasian coot                | Neoaves, Gruimorphae Журавлеподібні (Gruiformes), Пастушкові (Rallidae)                    | Linnaeus 1758           | 27 953       | Вид поширений на великій території Євразії, Північної Африки і Австралії. |
|            | Corvus mellori                  | Крук малий                     | Little raven                 | Neoaves, Psittacopasserae, Горобцеподібні (Passeriformes), Воронові (Corvidae)             | Mathews 1912            | 25 967       | На відміну від північно-євразійського крука має білі очі та менший розмір. |
|            | Entomyzon cyanotis              | Медолюб синьощокий             | Blue-faced honeyeater        | Neoaves, Psittacopasserae, Горобцеподібні (Passeriformes), Медолюбові (Meliphagidae)       | Swainson 1825           | 24 382       | Представник монотипного роду Entomyzon. В окремих джерелах не виділений в окремий рід, а належить до роду медолюб (Meliphaga).                                                                               |
|            | Vanellus miles                  | Чайка білошия                  | Masked lapwing               | Neoaves, Aequornithes, Сивкоподібні (Charadriiformes), Сивкові (Charadriidae)              | Пітер Боддерт 1783      | 23 550       | В окремих джерелах Сивкоподібні належать до клади — Gruimorphae. Рід — чайка (Vanellus). |
|            | Lichmera indistincta            | Медовець бурий                 | Brown honeyeater             | Neoaves, Psittacopasserae, Горобцеподібні (Passeriformes), Медолюбові (Meliphagidae)       | Vigors & Horsfield 1827 | 23 448       | Довжина тіла 12-16 см, розмах крил 18-23 см, середня вага 9-11 г. |
|            | Alisterus scapularis            | Алістер королівський           | Australian king parrot       | Neoaves, Psittacopasserae, Папугоподібні (Psittaciformes), Psittaculidae                   | Lichtenstein 1818       | 23 184       | В окремих джерелах вид належить до родини — папугові, роду — алістер (Alisterus). |
|            | Cygnus atratus                  | Лебідь чорний                  | Black swan                   | Galloanserae, Anserimorphae, Гусеподібні (Anseriformes), Качкові (Anatidae)                | Latham 1790             | 22 214       | Досягають розміру від 110 до 140 см і є небагато меншими за лебедя-шипуна. |
|            | Sphecotheres vieilloti          | Телюга австралійська           | Australasian figbird         | Neoaves, Psittacopasserae, Горобцеподібні (Passeriformes), Вивільгові (Oriolidae)          | Vigors & Horsfield 1827 | 19 933       | У виду добре простежується статевий диморфізм. |
|            | Cracticus torquatus             | Сорочиця сіроспинна            | Grey butcherbird             | Neoaves, Psittacopasserae, Горобцеподібні (Passeriformes), Ланграйнові (Artamidae)         | Latham 1801             | 18 831       | В окремих джерелах належить до роду сорочиця (Cracticus), родини сорочицеві (Cracticidae). |
|            | Neochmia temporalis             | Амадина-рубінчик червоноброва  | Red-browed finch             | Neoaves, Psittacopasserae, Горобцеподібні (Passeriformes), Астрильдові (Estrildidae)       | Latham 1801             | 18 625       | Досягає довжини 12 см. Статевий диморфізм відсутній. |
|            | Calyptorhynchus funereus        | Какатоїс жовтохвостий          | Yellow-tailed black cockatoo | Neoaves, Psittacopasserae, Папугоподібні (Psittaciformes), Какадові (Cacatuidae)           | Shaw 1794               | 17 683       | Тіло завдовжки 56-66 см, вага до 900 г. Основне забарвлення оперення темно-коричневе, кінчики пір'я білі. |
|            | Zosterops lateralis             | Окулярник сивоспинний          | Silvereye                    | Neoaves, Psittacopasserae, Горобцеподібні (Passeriformes), Окулярникові (Zosteropidae)     | Latham 1801             | 16 983       | Належить до роду — окулярник (Zosterops). Від 11 до 13 см у довжину, вагою 10 г. |
|            | Philemon corniculatus           | Медівник гологоловий           | Noisy friarbird              | Neoaves, Psittacopasserae, Горобцеподібні (Passeriformes), Медолюбові (Meliphagidae)       | Latham 1790             | 16 735       | Досягає величини 35 см. Птах з білою шиєю, червоними очима і довгим хвостом з білим кінчиком. |
|            | Taeniopygia bichenovii          | Діамантник білощокий           | Double-barred finch          | Neoaves, Psittacopasserae, Горобцеподібні (Passeriformes), Астрильдові (Estrildidae)       | Vigors & Horsfield 1827 | 16 128       | Належить до роду — зебровий діамантник (Taeniopygia). |
|            | Pelecanus conspicillatus        | Пелікан австралійський         | Australian pelican           | Neoaves, Aequornithes, Пеліканоподібні (Pelecaniformes), Пеліканові (Pelecanidae)          | Temminck 1824           | 15 113       | Рід пелікан, єдиний у родині пеліканових (Pelecanidae). |
|            | Anas gracilis                   | Чирянка сіра                   | Grey teal                    | Galloanserae, Anserimorphae, Гусеподібні (Anseriformes), Качкові (Anatidae)                | Buller 1869             | 14 205       | В окремих джерелах є підвидом виду Anas gibberifrons, роду качки. |
|            | Trichoglossus chlorolepidotus   | Лорікет зеленоголовий          | Scaly-breasted lorikeet      | Neoaves, Psittacopasserae, Папугоподібні (Psittaciformes), Psittaculidae                   | Kuhl 1820               | 13 979       | В окремих джерелах вид належить до родини — папугові, роду — лорікет (Trichoglossus). |
|            | Porphyrio porphyrio             | Султанка пурпурова             | Purple Swamphen              | Neoaves, Gruimorphae Журавлеподібні (Gruiformes), Пастушкові (Rallidae)                    | Linnaeus 1758           | 13 872       | У міжнародних базах даних птахів австралійський підвид виділений в окремий вид Porphyrio melanotus англ. Australian swamphen.                                                                                |
|            | Geopelia placida                | Горлиця австралійська          | Peaceful dove                | Neoaves, Columbimorphae, Голубоподібні (Columbiformes), Голубові (Columbidae)              | Gould 1844              | 12 715       | Належить до роду — австралійська горлиця (Geopelia). |
|            | Cracticus nigrogularis          | Сорочиця чорновола             | Pied butcherbird             | Neoaves, Psittacopasserae, Горобцеподібні (Passeriformes), Ланграйнові (Artamidae)         | Gould 1837              | 11 599       | В окремих джерелах належить до роду сорочиця (Cracticus), родини сорочицеві (Cracticidae). |
|            | Barnardius zonarius             | Розела чорноголова             | Australian ringneck          | Neoaves, Psittacopasserae, Папугоподібні (Psittaciformes), Psittaculidae                   | Shaw 1805               | 11 568       | В окремих джерелах вид належить до родини — папугові. Назва роду чорноголова розела (Barnardius). |
|            | Ptilonorhynchus violaceus       | Наметник фіолетовий            | Satin bowerbird              | Neoaves, Psittacopasserae, Горобцеподібні (Passeriformes), Наметникові (Ptilonorhynchidae) | Kuhl 1820               | 10 546       | У виду добре простежується статевий диморфізм. |
|            | Bubulcus ibis                   | Чапля єгипетська               | Cattle egret                 | Neoaves, Aequornithes, Пеліканоподібні (Pelecaniformes), Чаплеві (Ardeidae)                | Linnaeus 1758           | 10 498       | Космополітичний вид, уперше помічений в Австралії у 1940-х роках. В окремих джерелах належить до ряду — Лелекоподібні (Ciconiiformes), та є представником роду — чапля (Ardea).                              |
|            | Meliphaga lewinii               | Медолюб великий                | Lewin's honeyeater           | Neoaves, Psittacopasserae, Горобцеподібні (Passeriformes), Медолюбові (Meliphagidae)       | Swainson 1837           | 10 317       | Розмір 20-22 см, забарвлення оперення темно-зеленувато-сірого кольору. |
|            | Psephotus haematonotus          | Папужка співочий               | Red-rumped parrot            | Neoaves, Psittacopasserae, Папугоподібні (Psittaciformes), Psittaculidae                   | Gould 1845              | 10 315       | В окремих джерелах вид належить до родини — папугові, роду — папужка (Psephotus). У виду добре простежується статевий диморфізм.                                                                             |
|            | Phaps chalcoptera               | Фапс білогорлий                | Common bronzewing            | Neoaves, Columbimorphae, Голубоподібні (Columbiformes), Голубові (Columbidae)              | Latham 1790             | 10 011       | Належить до роду — фапс (Phaps). У виду добре простежується статевий диморфізм. |
|            | Gallinula tenebrosa             | Курочка чорна                  | Dusky moorhen                | Neoaves, Gruimorphae Журавлеподібні (Gruiformes), Пастушкові (Rallidae)                    | Gould 1846              | 9 888        | Птахи, що мешкають в Австралії мають розмір 34-38 см. |
|            | Phalacrocorax sulcirostris      | Баклан індонезійський          | Little black cormorant       | Neoaves, Aequornithes, Сулоподібні (Suliformes), Бакланові (Phalacrocoracidae)             | Brandt 1837             | 9 842        | В окремих джерелах належить до ряду — пеліканоподібні (Pelecaniformes), роду — баклан (Phalacrocorax). |
|            | Rhipidura albiscapa             | Віялохвістка сиза              | Grey fantail                 | Neoaves, Psittacopasserae, Горобцеподібні (Passeriformes), Віялохвісткові (Rhipiduridae)   | Gould 1840              | 9 716        | Розглядається багатьма орнітологами, як підвид віялохвістки новозеландської (Rhipidura fuliginosa). |
|            | Trichoglossus rubritorquis      | Лорікет веселковий             | Red-collared lorikeet        | Neoaves, Psittacopasserae, Папугоподібні (Psittaciformes), Psittaculidae                   | Vigors & Horsfield 1827 | 9 219        | Як окремий вид з 2019 року, після розділення виду Trichoglossus haematodus, отримав нову англомовну назву. В окремих джерелах розділення не зафіксоване та вид належить до родини — папугові. (Psittacidae). |
|            | Artamus cyanopterus             | Ланграйн бурий                 | Dusky woodswallow            | Neoaves, Psittacopasserae, Горобцеподібні (Passeriformes), Ланграйнові (Artamidae)         | Latham 1801             | 9 090        | Належить до роду — ланграйн (Artamus). |
|            | Geopelia humeralis              | Горлиця бронзовошия            | Bar-shouldered dove          | Neoaves, Columbimorphae, Голубоподібні (Columbiformes), Голубові (Columbidae)              | Temminck 1821           | 8 997        | Належить до роду — австралійська горлиця (Geopelia). |
|            | Anseranas semipalmata           | Урако                          | Magpie goose                 | Galloanserae, Anserimorphae, Гусеподібні (Anseriformes), Уракові (Anseranatidae)           | Lesson 1828             | 8 796        | В окремих джерелах відноситься до окремої підродини в родині качкових (Anatidae). |
|            | Coracina novaehollandiae        | Шикачик масковий               | Black-faced cuckooshrike     | Neoaves, Psittacopasserae, Горобцеподібні (Passeriformes), Личинкоїдові (Campephagidae)    | Gmelin 1789             | 8 447        | Належить до роду — шикачик (Coracina). |
|            | Cacatua tenuirostris            | Какаду червонолобий            | Long-billed corella          | Neoaves, Psittacopasserae, Папугоподібні (Psittaciformes), Какадові (Cacatuidae)           | Kuhl 1820               | 8 413        | Довжина тіла 40 см, хвоста 12 см; вага 500—600 г. |
|            | Dendrocygna eytoni              | Свистач австралійський         | Plumed whistling duck        | Galloanserae, Anserimorphae, Гусеподібні (Anseriformes), Качкові (Anatidae)                | Eyton 1838              | 8 261        | Належить до роду — свистач (Dendrocygna). |
|            | Manorina melanophrys            | Манорина зелена                | Bell miner                   | Neoaves, Psittacopasserae, Горобцеподібні (Passeriformes), Медолюбові (Meliphagidae)       | Latham 1801             | 8 250        | 7.5-20 см в довжину (в середньому 18,5 см) з 22-30 см розмах крил (у середньому 26,5 см). |
|            | Alectura lathami                | Великоніг східний              | Australian brushturkey       | Galloanserae, Pangalliformes, Куроподібні (Galliformes), Великоногові (Megapodiidae)       | Latham 1824             | 8 197        | Представник монотипного роду східний великоніг (Alectura). В окремих джерелах не виділений в окремий рід, а належить до роду великоніг (Megapodius).                                                         |
|            | Struthidea cinerea              | Апостол                        | Apostlebird                  | Neoaves, Psittacopasserae, Горобцеподібні (Passeriformes), Апостолові (Corcoracidae)       | Gould 1837              | 8 099        | Представник монотипного роду апостол (Struthidea). |
|            | Phalacrocorax varius            | Баклан австралійський          | Australian pied cormorant    | Neoaves, Aequornithes, Сулоподібні (Suliformes), Бакланові (Phalacrocoracidae)             | Gmelin 1789             | 7 625        | В окремих джерелах належить до ряду — пеліканоподібні (Pelecaniformes), роду — баклан (Phalacrocorax). |
|            | Artamus superciliosus           | Ланграйн білобровий            | White-browed woodswallow     | Neoaves, Psittacopasserae, Горобцеподібні (Passeriformes), Ланграйнові (Artamidae)         | Gould 1837              | 7 461        | Належить до роду — ланграйн (Artamus). У виду добре простежується статевий диморфізм. |
|            | Lonchura castaneothorax         | Мунія каштанововола            | Chestnut-breasted mannikin   | Neoaves, Psittacopasserae, Горобцеподібні (Passeriformes), Астрильдові (Estrildidae)       | Gould 1837              | 7 391        | У виду добре простежується статевий диморфізм. |
|            | Ptilotula penicillata           | Медник блідий                  | White-plumed honeyeater      | Neoaves, Psittacopasserae, Горобцеподібні (Passeriformes), Медолюбові (Meliphagidae)       | Gould 1837              | 7 192        | В окремих джерелах має назву Lichenostomus penicillatus |
|            | Glossopsitta concinna           | Лорікет-нектароїд червонолобий | Musk lorikeet                | Neoaves, Psittacopasserae, Папугоподібні (Psittaciformes), Psittaculidae                   | Bonaparte 1854          | 6 979        | В окремих джерелах вид належить до родини — папугові та роду — лорікет (Trichoglossus). |
|            | Eudynamys orientalis            | Коель східний                  | Pacific koel                 | Neoaves, Otidimorphae, Зозулеподібні (Cuculiformes), Зозулеві (Cuculidae)                  | Linnaeus 1766           | 6 906        | Знаний також, як англ. eastern koel. Вид було виділено з Eudynamys scolopaceus, назва виду зберігається в окремих джерелах. У виду добре простежується статевий диморфізм.                                   |
|            | Acanthorhynchus tenuirostris    | Медолюб-шилодзьоб східний      | Eastern spinebill            | Neoaves, Psittacopasserae, Горобцеподібні (Passeriformes), Медолюбові (Meliphagidae)       | Latham 1801             | 6 790        | У виду добре простежується статевий диморфізм. |
|            | Caligavis chrysops              | Медник жовтощокий              | Yellow-faced honeyeater      | Neoaves, Psittacopasserae, Горобцеподібні (Passeriformes), Медолюбові (Meliphagidae)       | Latham 1801             | 6 765        | До роду Caligavis був включений у 2011 році. В окремих джерелах відноситься до роду медник (Lichenostomus).                                                                                                  |
|            | Colluricincla harmonica         | Ядлівчак сірий                 | Grey shrikethrush            | Neoaves, Psittacopasserae, Горобцеподібні (Passeriformes), Медолюбові (Meliphagidae)       | Latham 1801             | 6 684        | Має інші англомовні назви: brown shrike-thrush, buff-bellied shrike-thrush та grey shrike-flycatcher. |
|            | Corcorax melanorhamphos         | Краге                          | White-winged chough          | Neoaves, Psittacopasserae, Горобцеподібні (Passeriformes), Апостолові (Corcoracidae)       | Vieillot 1817           | 6 396        | Представник монотипного роду — Corcorax. |
|            | Myzomela sanguinolenta          | Медовичка червона              | Scarlet myzomela             | Neoaves, Psittacopasserae, Горобцеподібні (Passeriformes), Медолюбові (Meliphagidae)       | Latham 1801             | 6 389        | Інша англомовна назва — scarlet honeyeater. У виду добре простежується статевий диморфізм. |
|            | Gavicalis virescens             | Медник жовтокрилий             | Singing honeyeater           | Neoaves, Psittacopasserae, Горобцеподібні (Passeriformes), Медолюбові (Meliphagidae)       | Vieillot 1817           | 6 372        | В окремих джерелах відноситься до роду медник (Lichenostomus). |
|            | Calyptorhynchus banksii         | Какатоїс червонохвостий        | Red-tailed black cockatoo    | Neoaves, Psittacopasserae, Папугоподібні (Psittaciformes), Какадові (Cacatuidae)           | Latham 1790             | 6 290        | Тіло завдовжки 50-65 см, вага 570—870 г. |
|            | Psophodes olivaceus             | Батіжник чорночубий            | Eastern whipbird             | Neoaves, Psittacopasserae, Горобцеподібні (Passeriformes), Батіжник (Psophodes)            | Latham 1801             | 6 255        | Тіло завдовжки 25-30 см та вагою 48-75 г. |
|            | Platycercus adscitus            | Розела світлоголова            | Pale-headed rosella          | Neoaves, Psittacopasserae, Папугоподібні (Psittaciformes), Psittaculidae                   | Latham 1790             | 6 252        | В окремих джерелах вид належить до родини — папугові. |
|            | Philemon citreogularis          | Медівник австралійський        | Little friarbird             | Neoaves, Psittacopasserae, Горобцеподібні (Passeriformes), Медолюбові (Meliphagidae)       | Gould 1837              | 6 184        | Розмір коливається від 25-30 см у довжину. |
|            | Merops ornatus                  | Бджолоїдка райдужна            | Rainbow bee-eater            | Neoaves, Picodynastornithes, Сиворакшоподібні (Coraciiformes), Бджолоїдкові (Meropidae)    | Latham 1801             | 6 143        | Має яскраве забарвлення, розмір 23-28 см у довжину, вага 20-33 г. |
|            | Milvus migrans                  | Шуліка чорний                  | Black kite                   | Neoaves, Accipitrimorphae, Яструбоподібні (Accipitriformes), Яструбові (Accipitridae)      | Пітер Боддерт 1783      | 6 127        | В окремих джерелах родина належить до ряду — Соколоподібні (Falconiformes). |
| Зображення | Назва біноміальна               | Назва українською              | Назва англійською            | Ряд, Родина                                                                                | Автор таксону           | Записів МСОП | Примітки |